# Берку-Ноу
Берку-Ноу (рум. Bercu Nou) — село у повіті Сату-Маре в Румунії. Входить до складу комуни Мікула.
Село розташоване на відстані 458 км на північний захід від Бухареста, 16 км на північ від Сату-Маре, 138 км на північ від Клуж-Напоки.

## Населення
За даними перепису населення 2002 року у селі проживали 233 особи, з них 228 осіб (97,9%) румунів. Рідною мовою 229 осіб (98,3%) назвали румунську.